# Chaetodon mertensii

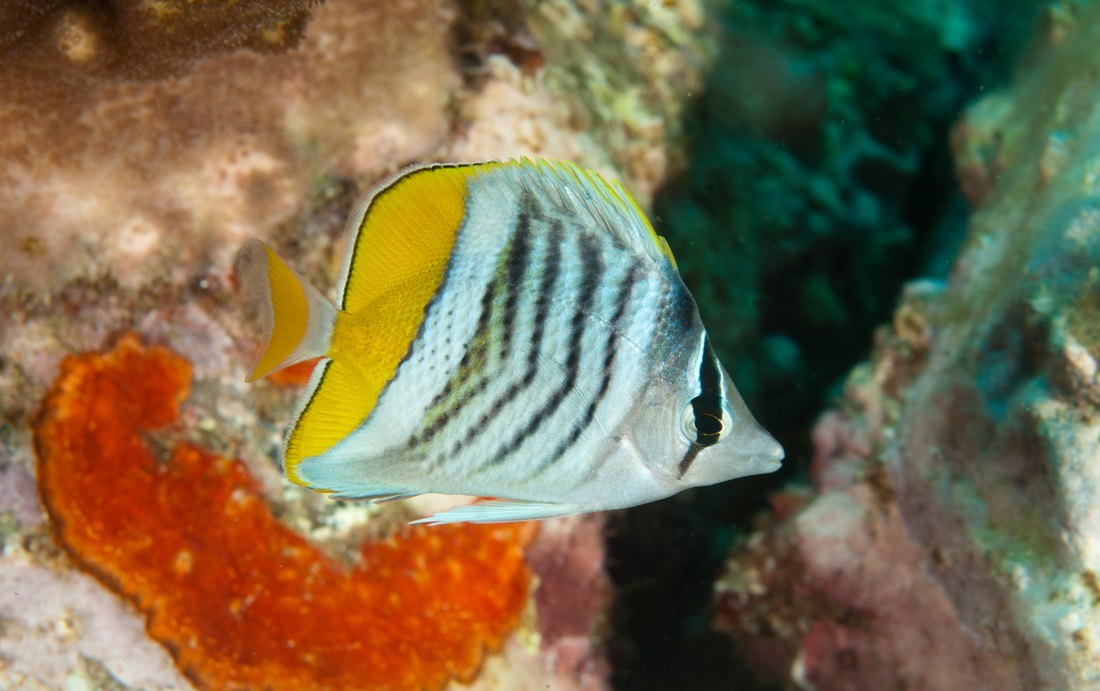
Ejemplar juvenil

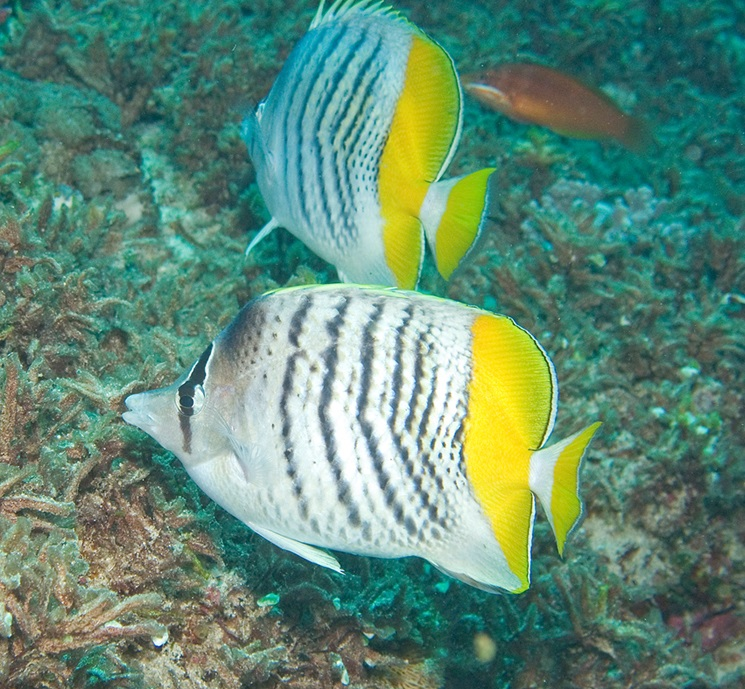
Chaetodon mertensii en la isla Lord Howe, Australia

El pez mariposa de Merten (Chaetodon mertensii) es una especie marina del género Chaetodon.

## Descripción
Su cuerpo es blanco, con 4 a 5 franjas negras, en un patrón chevron, en los lados; y otra banda negra cruzando sus ojos. Las partes posteriores del cuerpo, y aletas dorsal y anal, son de color amarillo. La aleta caudal es amarilla, con una franja blanca en su base y otra en el margen posterior. Alcanza hasta 12,5 cm de longitud.
Tiene de 12 a 14 espinas dorsales, y, entre 21 y 23 radios blandos dorsales; 3 espinas anales, y 16 o 17 radios blandos anales.

## Distribución y hábitat
Habita el Océano Pacífico sur y oeste, desde las Islas Ryukyu y Filipinas, al norte; y se extiende también hasta la isla de Lord Howe, Rapa Iti y las Tuamotu. También al este, en la isla de Pascua.
Es especie nativa de Australia; Chile (isla de Pascua); islas Cook; Filipinas; Fiyi; Guam; Indonesia; Japón; Islas Marianas del Norte; Islas Marshall; Micronesia; Nueva Caledonia; Niue; Isla Norfolk; Palos; Papúa Nueva Guinea; Pitcairn; Polinesia; Islas Salomón; Samoa; Sri Lanka; Taiwán; Tokelau; Tonga; Vanuatu; Vietnam y Wallis y Futuna.
Ocurre en arrecifes coralinos, tanto en lagunas, como en partes hacia mar adentro. Su rango de profundidad está entre los 10 y 120 m. Se le ve frecuentemente en laderas avanzadas y simas. Usualmente sólo o en parejas.

## Alimentación
Tiene una dieta omnívora. Se alimenta principalmente de algas y pequeños invertebrados bentónicos.

## Reproducción
Son dioicos, o de sexos separados, ovíparos, y de fertilización externa. El desove sucede antes del anochecer. Forman parejas durante el ciclo reproductivo, pero no protegen sus huevos y crías después del desove.
Pueden hibridar con la especie emparentada C. xanthurus.